# The Light Will Return
The Light Will Return är Within Reachs första EP, utgiven 1996.

## Låtlista[1]
1. "Within Reach"
2. "Not Just Words"
3. "Arise"
4. "Break Up (Break Free)"
5. "The Fire"